# Thureophoroi
I Thureophoroi (singolare: Thureophoros, letteralmente "portatore di scudo largo") erano un tipo di soldato di fanteria negli eserciti ellenistici, comune dal terzo al primo secolo a.C., che portava un largo scudo ovale chiamato thureos. Erano armati con una lunga penetrante lancia, giavellotti ed una spada. Di solito indossavano anche un elmetto macedone in ferro o bronzo.
Il thureos era probabilmente in origine una forma adattata dello scudo celtico, considerando anche che verso l'inizio del III secolo a.C. la popolazione gallica dei Galati invase l'Asia Minore entrando in diretto contatto con gli eserciti Greci e degli stati successori di Alessandro Magno.
È probabile che questo scudo venisse adottato dai guerrieri di Tracia ed Illiria già prima dei Greci. L'identificazione della truppa con il nome dello scudo in uso non è casuale, infatti era soprattutto tale arma a stabilire il modo di combattere del soldato. Così come lo scudo tondo degli opliti, l'oplon, offrendo protezione sia al portatore che al proprio compagno di sinistra, favoriva la formazione di una falange serrata, lo scudo ovale, come pure lo scutum dei legionari romani, essendo una protezione individuale favoriva una tattica bellica più articolata, che permetteva l'uso di armi da lancio, così come la scherma con la spada anche nel combattimento corpo a corpo.

## Ruolo
I Thureophoroi erano distinti sia dagli schermagliatori che dalla falange, operando in un ruolo alle volte considerabile intermedio fra i due.
Avevano inoltre delle affinità con i Thorakitai, i lancieri corazzati. Spesso supportavano la fanteria leggera, ma erano comunque capaci di operare in una maniera simile a quella dei peltastai in azioni di disturbo con i loro giavellotti.
Storicamente, venivano impiegati dagli stati successori per schermagliare e colpire ai fianchi le truppe nemiche. Molti thureophoroi erano dei pezhetairoi, proprietari della classe media dotati di diritto di voto e che solitamente formavano il nucleo della falange, e come tali avevano a disposizione il tempo e le finanze per potersi dedicare all'allenamento e alla pratica. Erano truppe molto disciplinate e coraggiose.
Tuttavia, nonostante i vantaggi tattici che assicuravano sul campo di battaglia, o forse a causa di essi, i Successori furono confusi su come utilizzare al meglio questi nuovi soldati. Essendo letali in estremo ai meno mobili falangiti forzarono una, abbastanza resistita, rivalutazione dell'arte bellica greca. Probabilmente per questo motivo molti diadochi li impiegarono in maniera conservativa, ad eccezione dei Seleucidi che ne fecero un uso più largo. Quando le città-stato della Grecia li adottarono, addirittura, li utilizzarono contro le armate della Macedonia molto più frequentemente di quanto esse, fedeli al sistema della falange macedone, li utilizzassero contro di loro, riuscendo anche diverse volte a tenere a freno il più potente regno. Nell'esercito di Filippo V di Macedonia più che altro erano impiegati per guidare la colonna in marcia attraverso il terreno impervio del territorio greco.
In aggiunta, l'impiego dei thureophoroi era limitato negli scopi e non diffuso come il loro ruolo versatile e letale indicava. Molti comandanti del periodo per questi motivi li sottovalutarono.

## Sviluppo
I thureophoroi erano una nuova classe di fanteria ellenica che era stata ideata, oltre che per aumentare i ranghi della falange, soprattutto per fornire un tipo di soldato a metà fra il falangita e il peltasta, capace di agire con efficacia sia in schermaglia, sia in corpo a corpo.
Questi uomini erano una forza estremamente mobile che poteva colpire duro con i propri giavellotti pesanti, per poi irrompere nel fianco del nemico, generalmente una falange che aveva un punto debole proprio nei fianchi. Ben armati e protetti per questo ruolo, erano un tipo di fanteria versatile ed efficace, all'avanguardia nelle tecniche belliche e arti marziali elleniche e con diverse analogie con i legionari di Roma. 
Per quest'ultima caratteristica alcuni commentatori latini, nel periodo del I secolo a.C. in cui il dominio romano si estese nel vicino oriente (affrontando gli eserciti dei successori macedoni), li ritennero erroneamente delle copie dei legionari che un secolo prima avevano già conquistato la Grecia.
Alcune illustrazioni del periodo iniziale del III secolo a.C. mostrano ancora il piccolo scudo circolare dei peltasti, cioè il peltarion, ma per la metà del secolo esso era già stato diffusamente rimpiazzato dal thureos negli eserciti dei successori.
Inoltre più tardi anche diverse milizie cittadine greche adottarono questo tipo di scudo, anche se gli opliti della Beozia rimasero più attaccati all'armamentario tradizionale (fra cui i loro unici tipi di elmetto). Plutarco descrive i cittadini dell'Acaia equipaggiati con i thureos attivi in azioni di disturbo e schermaglia dalla distanza solita dei peltasti, ma anche dotati di lance con cui poi ingaggiare nella mischia il nemico.
Nel IV secolo a.C., il principale tipo di fanteria mercenaria era il peltasta, al punto che divenne un luogo comune per cui in certi casi era sinonimo di mercenari in generale. Ma i thureophoroi mercenari divennero anch'essi diffusi ed erano di nazionalità non solo greca, provenendo spesso da altre aree come l'Anatolia.

## Illustrazioni
I thureophoroi sono frequentemente mostrati in dipinti tombali ad Alessandria e Sidone. Possono anche essere visti incisi su della terracotta proveniente dai resti della città di Seleucia sul Tigri.